# Wilhelm Hartke
Wilhelm Hartke (* 18. September 1879 in Fürstenau; † 8. April 1966 in Ost-Berlin) war ein deutscher Altphilologe, Religionshistoriker und Theologe.

## Leben
Wilhelm Hartke studierte seit 1897 Klassische Philologie und Religionswissenschaft an der Universität Heidelberg, der Universität Bonn und der Universität Berlin. Seine akademischen Lehrer waren unter anderem Erwin Rohde, Ulrich von Wilamowitz-Moellendorff, Hermann Diels und Hermann Usener. Die Promotion erfolgte 1901 bei Franz Bücheler zum Thema Sit tibi terra levis formulae quae fuerint fata, ein Jahr später folgte das Staatsexamen. Hartke sah sich selbst der altphilologischen „Bonner Schule“ zugehörig. 1899 kam er mit dem sozialdemokratischen Pfarrer und Landtagsabgeordneten Christoph Blumhardt in Kontakt, der auf Hartke nachhaltigen Eindruck hatte. In seinem Umkreis lernte er unter anderem auch Clara Zetkin und Georg Ledebour kennen.
Hartke begann zunächst als Lehrer zu arbeiten. Für den Teubner-Verlag schrieb er zusammen mit Gerhard Michaelis das Lehrbuch der Lateinischen Sprache, das bis in die ersten Jahre der Nazidiktatur (1938) und in der Nachkriegszeit (Ernst Klett Verlag) Standardwerk im deutschsprachigen Raum war. Kurz vor dem Ausbruch des Ersten Weltkrieges reichte Hartke seine theologische Dissertation an der Universität Bonn mit dem Titel Die Sammlung und die ältesten Ausgaben der Paulusbriefe ein. Schon kurz nach seiner Einberufung zum Militär wurde er verletzt und konnte während der Rekonvaleszenz 1917 seine zweite Promotion abschließen.
Zur Zeit der Weimarer Republik gehörte Hartke zum Kreis des Schulreformers Adolf Grimme. Während der ihm verhassten Nazidiktatur schloss er sich dem Widerstand an. Er gehörte zur Widerstandsgruppe „Europäische Union“ und wurde als Gegner des Naziregimes ins Zuchthaus gesperrt. In dieser Zeit rettete Hartkes Frau mehrfach dessen wissenschaftliche Unterlagen bei den alliierten Luftangriffen. Nach dem Krieg gehörte er neben Wilhelm Heise und Heinrich Deiters zu den theoretischen Köpfen der Schulreform in der Sowjetischen Besatzungszone (SBZ). Bis Ende 1947 fungierte er als Leiter der Hauptabteilung für Volksbildung, Wissenschaft und Kunst des gleichnamigen Ministeriums in der Provinz-/Landesregierung der SBZ. Dabei war er ein Befürworter der von weiten Teilen der SED abgelehnten Alten Sprachen in der schulischen Bildung.
Er gehörte seit 1947 dem Kuratorium der Stiftung Joachimsthalsches Gymnasium zu Templin an, deren erster Kuratoriumsvorsitzender Kurt Grünbaum, Regierungsdirektor im Finanzministerium der Provinzialregierung Brandenburg, war.
Hartkes Hauptwerk war das 1961 erschienene Vier urchristliche Parteien und ihre Vereinigung zur apostolischen Kirche, an dem er einschließlich der Vorarbeiten etwa 60 Jahre gearbeitet hatte.
Wilhelm Hartkes Sohn Werner Hartke war ebenfalls Altphilologe, sein Sohn Wolfgang Hartke war Geograph.